# Nyárfa-tapló
A nyárfa-tapló (Phellinus tremulae) a Hymenochaetaceae családba tartozó, Eurázsiában és Észak-Amerikában honos, nyárfák törzsén élősködő, nem ehető gombafaj.

## Megjelenése
A nyárfa-tapló termőteste fiatalon kagyló vagy legyező alakú, de idővel megvastagodik és lópata formájúvá válik, amely egy általában a fatörzs egy megvastagodott részéből nő ki; sokszor nehéz megállapítani, hogy honnan kezdődik a gomba. Felszíne eleinte finoman szőrözött vagy csupasz, de idősen kéregszerű, repedezett lesz. Színe barna, sötét barnásszürke vagy feketés, a szélein halványabb. Éves növekedési zónái általában jól megkülönböztethetők. Sokszor moha, zuzmó vagy moszatok borítják. 
Termőrétege pórusos. Színe sötét vagy fakóbb sárgásbarna, néha lilás árnyalattal. Felszíne bársonyos. A pórusok kerekek vagy kissé szögletesek, viszonylag kicsik (3-5/mm).
Húsa vörösesbarna, kemény, fás. Szaga nem jellegzetes.
Spórapora vörösesbarna. Spórája széles ellipszoid vagy közel gömb alakú, sima, vastag falú, mérete 4-5,5 x 4-4,5 µm. 

### Hasonló fajok
Külsőre hasonlíthat rokonaihoz (pl. jegenyfenyő-tapló), de csak nyárfán fordul elő. 

## Elterjedése és termőhelye
Eurázsiában és Észak-Amerikában honos. Magyarországon nem ritka. 
Nyárfák (főleg rezgő nyár) élő és elhalt törzsén nő, a faanyag fehérkorhadását okozza. Parazitaként megbetegíti a fákat, ilyenkor az elfűrészelt fatörzs belsejében sötét határú sárgás elszíneződés látható; súlyosabb esetekben a fertőzött rész szivacsossá válik. Egyes területeken a nyárfa legfontosabb kártevője. A termőtest évelő, egész évben látható, minden évben új spóratermő réteg nő rajta. 

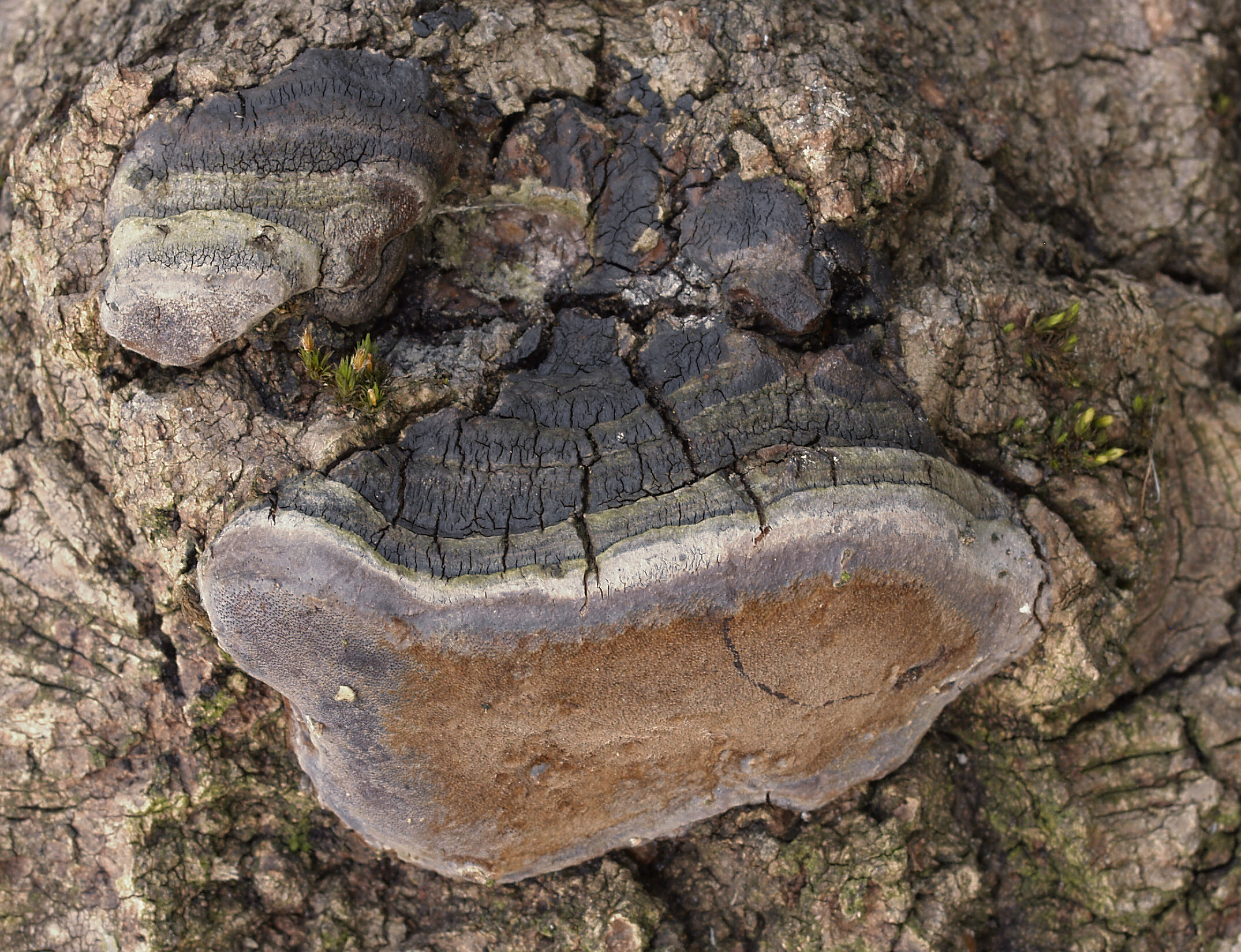
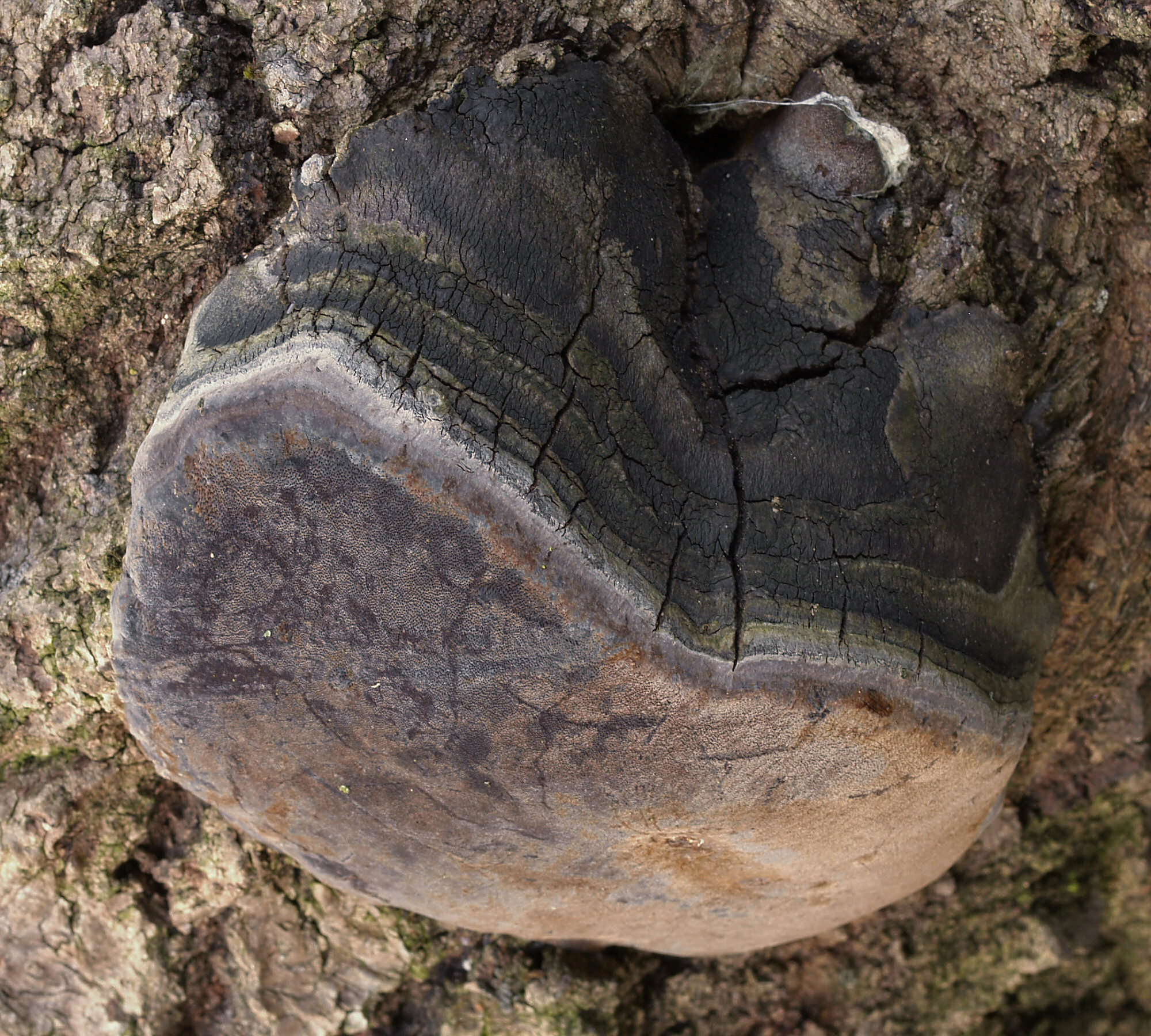
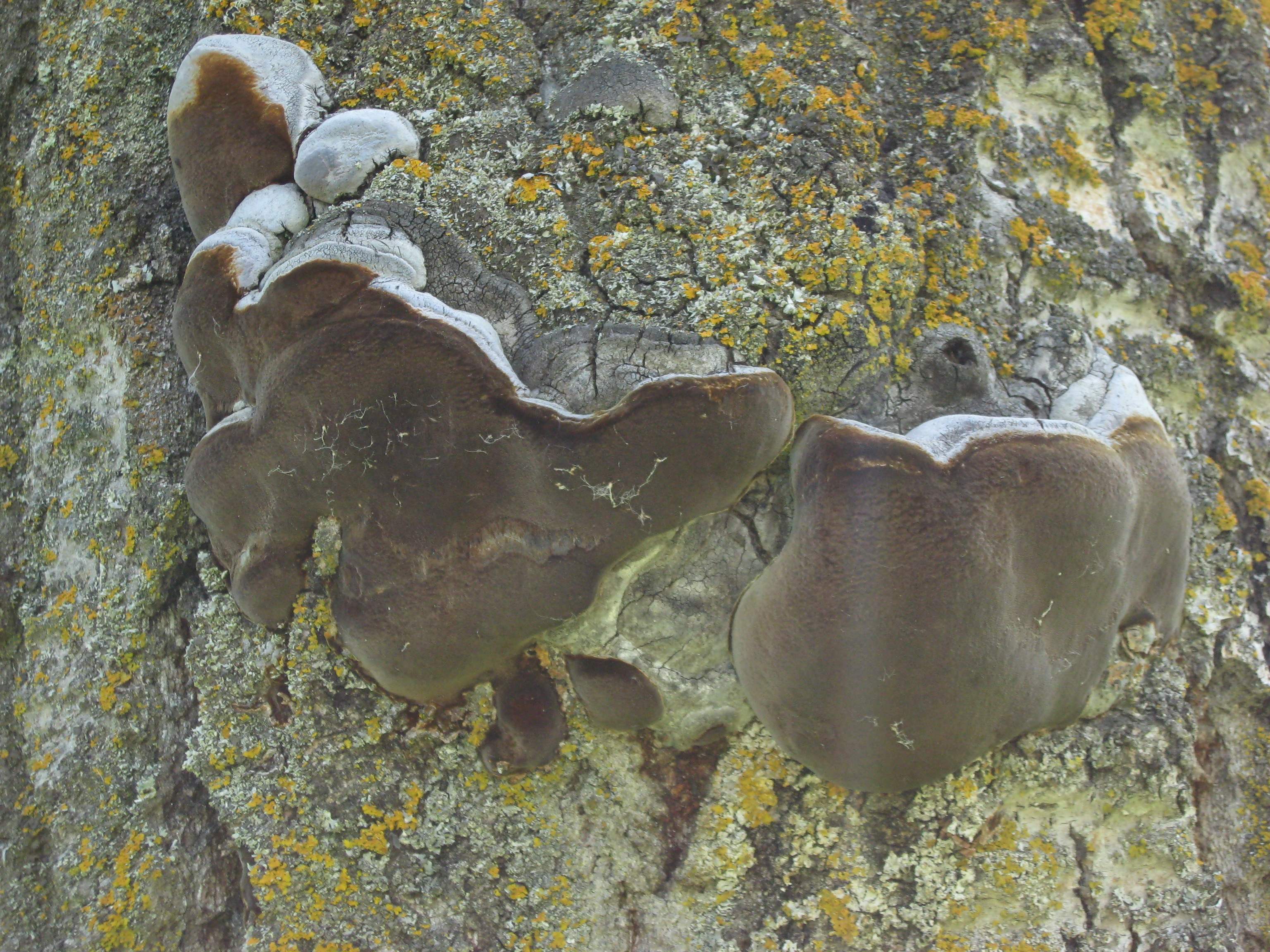
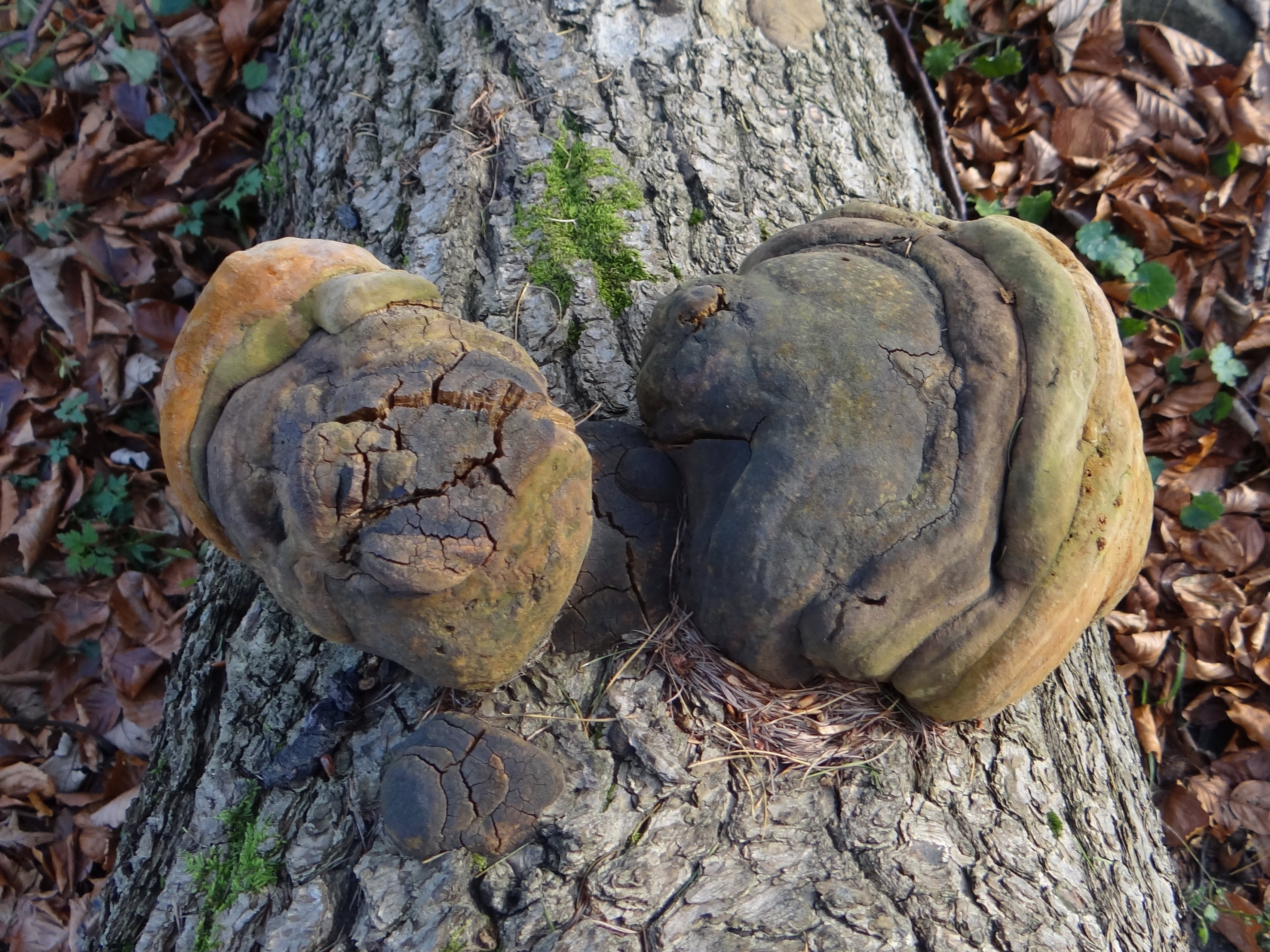

Nem ehető. 